# Антарктик (проток)
Протока Антарктик (на английски: Antarctic Sound) е морски проток, отделящ архипелага Жуенвил (островите д'Юрвил, Жуенвил, Дънди и др.) на изток от полуостров Тринити на Земя Греъм (част от Антарктическия полуостров) на запад, като свързва море Скотия на север с море Уедъл на юг, части от Атлантическия сектор на Южния океан. Простира се на 56 km от носовете Дюбузе (на полуостров Тринити) и Търнбул (на остров д'Юрвил) на север до нос Скримджер (на остров Андерсън) на юг. Ширина от 13 до 22 km. На север се свързва с протока Брансфийлд, а на юг – със залива Еребус и Тирър на море Уедъл. На изток от него се отделят протоците Ларсен и Актив, разделящи островите д'Юрвил, Жуенвил и Дънди един от друг. Континенталните му брегове са силно разчленени от множество дълбоко вдаващи се в сушата заливи (Хоп и др.). В северната му част е разположен малкия остров Брансфийлд, а в южната – Йонасен.
Пръв който плава във водите на протока през февруари 1820 г. е ирландския морски топограф Едуард Брансфийлд, който обаче не подозира, че това е проток. През 1902 г. участниците в шведската антарктическа експедиция, ръководена от Ото Норденшелд извършва задълбочени географски изследвания в региона, установявана наличието на проток между континента и близките острови и извършва подробна топографска снимка на бреговете му, на базата на която той е детайлно картиран и е наименуван в чест на експедиционния кораб „Антарктик“.